# ناحیه ادا، شهرستان پرکینس، داکوتای جنوبی
شهرستان ادا، بخش پرکینس، جنوب داکوتا (به انگلیسی: Ada Township, Perkins County, South Dakota) در ایالات متحده آمریکا است که در داکوتای جنوبی واقع شده‌است.

## خصوصیات
شهرستان ادا ۹۲٫۳ کیلومترمربع مساحت و ۲۳ نفر جمعیت دارد و ۷۵۷ متر بالاتر از سطح دریا واقع شده‌است.